# Murcia punctata
Murcia punctata är en kvalsterart som först beskrevs av Shaldybina 1971.  Murcia punctata ingår i släktet Murcia och familjen Ceratozetidae. Inga underarter finns listade i Catalogue of Life.